# When the World Comes Down
When the World Comes Down è il terzo album in studio del gruppo musicale statunitense The All-American Rejects, pubblicato il 16 dicembre 2008.
Nella prima settimana di uscita ha venduto oltre 112.000 di copie, e ad oggi ne ha vendute 444.000. L'album ha venduto 90.000 copie in più rispetto al precedente Move Along.
L'album vede la partecipazione nel brano "Another Heart Calls" del duo indie rock The Pierces

## Il disco
Prodotto da Eric Valentine, dell'album sono stati pubblicati 4 singoli, Gives You Hell, The Wind Blows, I Wanna, e Real World dopo la pubblicazione dei testi di tutte le canzoni l'11 dicembre 2008.

## Video
Il 3 novembre 2008 la band ha pubblicato il video del primo singolo Gives You Hell. Il 27 aprile 2009 è stato distribuito il video di The Wind Blows, diretto da Rich Lee. In seguito è stato pubblicato anche il video di I Wanna, nuovamente diretto da Rich Lee.

## Tracce
1. I Wanna - 3:28
2. Fallin' Apart - 3:26
3. Damn Girl - 3:51
4. Gives You Hell - 3:33
5. Mona Lisa - 3:14
6. Breakin' - 3:58
7. Another Heart Calls - 4:07
8. Real World - 4:02
9. Back to Me - 4:28
10. Believe - 3:28
11. The Wind Blows - 3:38
12. Untitled - 0:30
13. Sunshine (Hidden Track) - 2:59

## Formazione
- Tyson Ritter - voce, basso
- Nick Wheeler - chitarra, tastiera, seconda voce
- Mike Kennerty - chitarra, seconda voce
- Chris Gaylor - batteria

## Singoli
- Gives You Hell
- The Wind Blows
- I Wanna
- Real World